# سیارک ۴۱۴۵
سیارک ۴۱۴۵ (به انگلیسی: 4145 Maximova، نامگذاری:1981SJ7) چهار هزار و صد و چهل و پنجمین سیارک کشف شده‌است که در ۲۹ سپتامبر ۱۹۸۱ کشف شد.
قدر مطلق سیارک برابر ۱۳٫۶۰ است.